# Casa Museo Salto de Tequendama Biodiversidad y Cultura
La Casa Museo Salto de Tequendama Biodiversidad y Cultura (Musée de la biodiversité et de la culture des chutes de Tequendama) est un projet de musée situé à San Antonio del Tequendama, Colombie. Le musée surplombe les chutes de Tequendama sur le río Bogotá. Avant sa rénovation le bâtiment était un hôtel abandonné connu sous le nom d'Hotel Salto del Tequendama et était réputé hanté.

## Histoire

### Manoir
En 1923, l'architecte Carlos Arturo Tapias construit le manoir comme un symbole de la joie et de l'élégance des citoyens aisés des années 1920. Le manoir des chutes de Tequendama, comme le bâtiment était alors appelé, a été construit durant la présidence de Pedro Nel Ospina (1922-1926).

### Hôtel
En un an, à partir de juillet 1950, le bâtiment est reconstruit en un hôtel de huit étages. Gabriel Largacha a été le concepteur et Domenico Parma le constructeur. On accédait à l'hôtel par train depuis Bogota. L'hôtel a été abandonné pendant les années 1990 à cause de la pollution de la rivière.

### Musée
L'institut de sciences naturelles de l'Université nationale de Colombie et l’Ecological Farm Foundation of Porvenir sont chargés ensemble de la rénovation du bâtiment pour le transformer en musée. Le musée prévoit des expositions sur les écosystèmes souterrains.

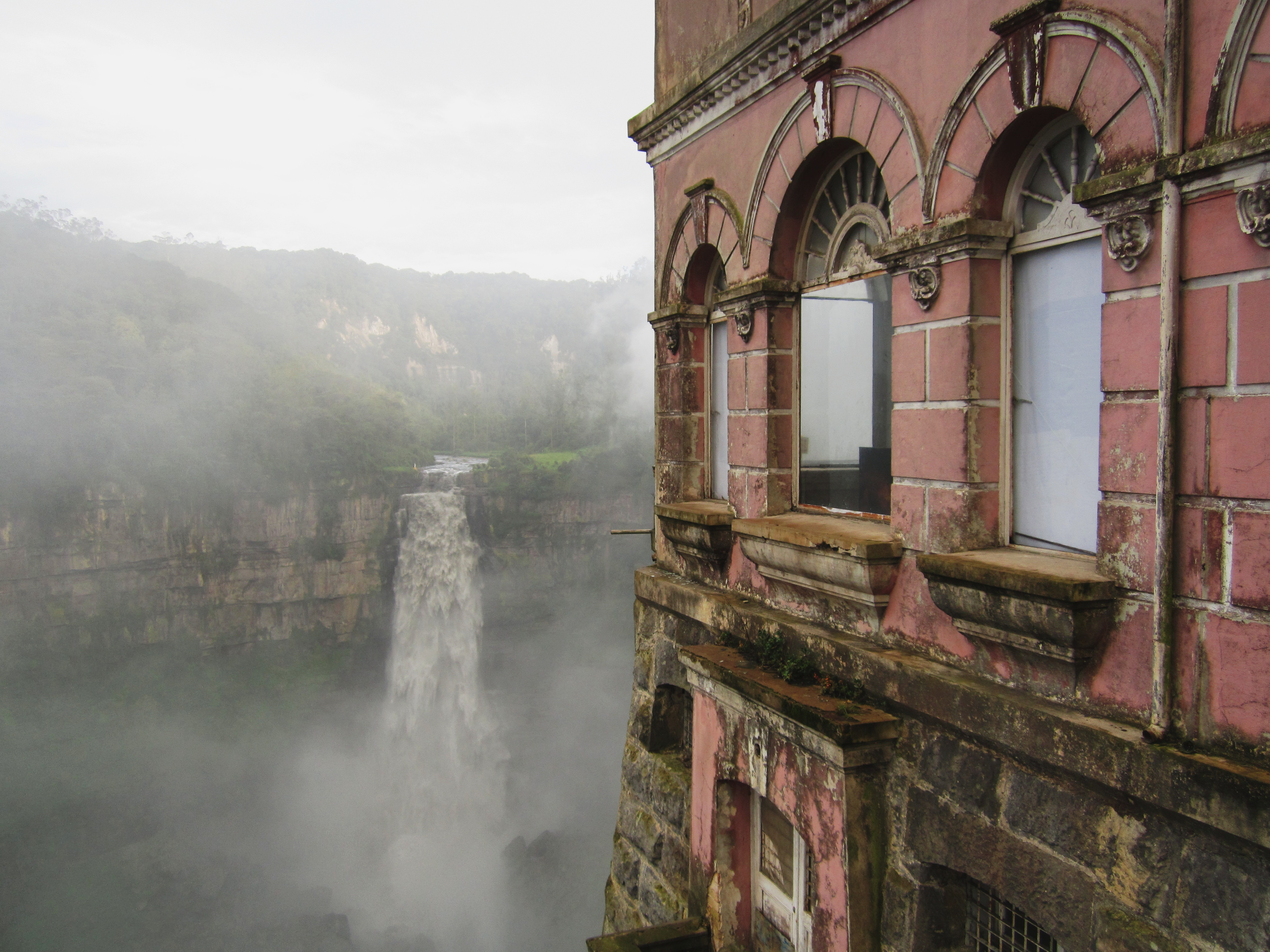
Hotel del Salto surplombant les chutes de Tequendama
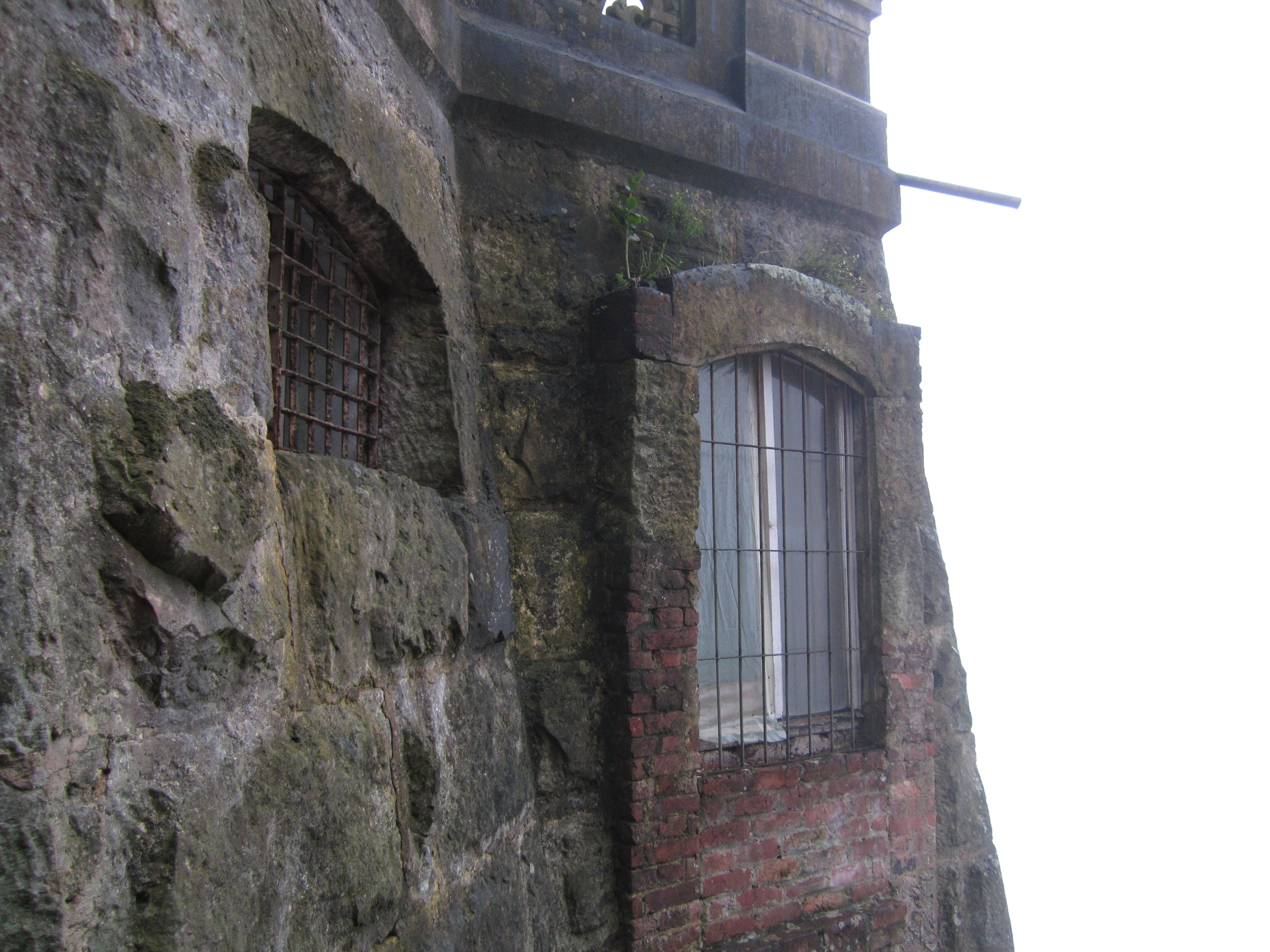
Base de l'Hôtel
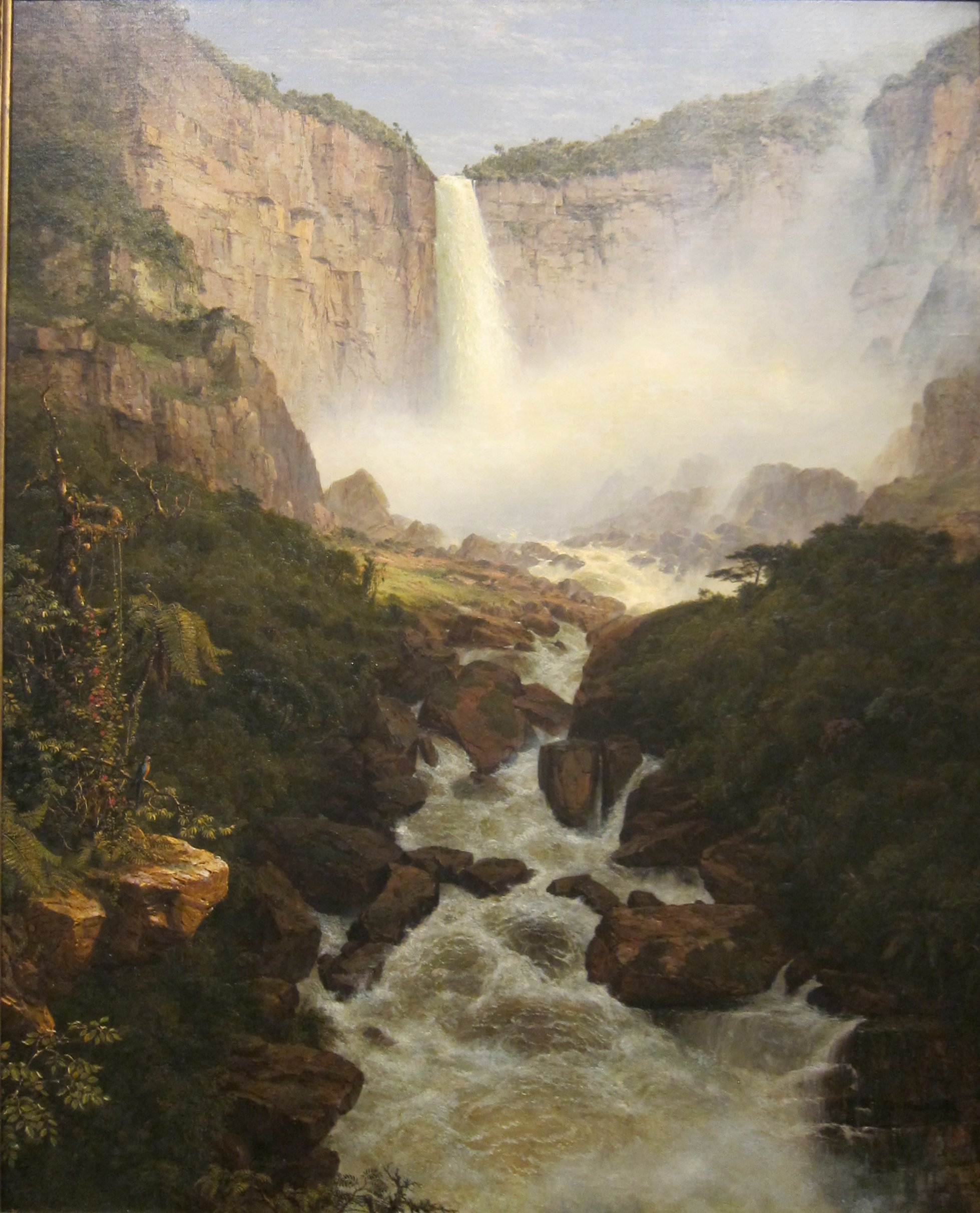
Les chutes de Tequendama sur une peinture de 1854.